# 오유란전 (1992년 드라마)
《오유란전》은 1992년 9월 11일에 방영된 한국방송공사 1TV 특집드라마이다.

## 제작진
- 극본 : 이재현
- 연출 : 박수동

## 등장 인물
- 민욱
- 윤유선
- 정규수
- 현석